# Edrisa Lubega
Edrisa Lubega (* 17. April 1998) ist ein ugandischer Fußballspieler.

## Karriere

### Verein
Lubega begann seine Karriere beim ugandischen Zweitligisten Proline FC. Mit Proline stieg er 2016 in die Super League auf und erzielte in 15 Spielen in der Super League acht Tore.
In der Winterpause der Saison 2016/17 wechselte er leihweise zum österreichischen Zweitligisten Floridsdorfer AC. Im Juli 2018 wurde er nach eineinhalb Jahren beim FAC an die SV Ried weiterverliehen. Nach dem Ende der Leihe kehrte er zunächst nach Uganda zurück.
Im Januar 2020 wechselte Lubega nach Estland zum Erstligisten Paide Linnameeskond. Wieder wurde er verliehen, zunächst nachb Tschechien, dann nach Portugal. Nach Auslaufen seines Vertrages fand er zunächst keinen neuen Verein, war dann (ohne Einsatz) wieder für Pribram tätig und spielt seit Dezember 2024 in der deutschen Bezirksliga Ost in Niederbayern.

### Nationalmannschaft
Lubega wurde 2016 erstmals ins ugandische Nationalteam berufen. Sein Debüt gab er im Januar 2016 im Gruppenspiel der afrikanischen Nationenmeisterschaft 2016 gegen Simbabwe. Mit Uganda schied er in der Gruppenphase als Gruppendritter aus. Lubega stand im erweiterten Kader für die Afrikameisterschaft 2017, wurde jedoch aus dem Kader gestrichen.